# Grjada Razdeljajushchaja
Grjada Razdeljajushchaja är en bergstopp i Antarktis. Den ligger i Östantarktis. Storbritannien gör anspråk på området. Toppen på Grjada Razdeljajushchaja är 1 019 meter över havet.
Terrängen runt Grjada Razdeljajushchaja är huvudsakligen platt.  Trakten är obefolkad. Det finns inga samhällen i närheten.